# Hiša na meji (roman)
‎
Hiša na meji je zgodovinski roman, delo slovenskega pisatelja Lucijana Vuge, ki je izšel leta 2003. Na podlagi te knjige so leta 2004 posneli  istoimenski film.
Sam roman prikazuje zgodbo italijansko-slovenskega duhovnika ter življenje na narodnostno mešanem okolju med Furlanijo in Posočjem.